# Sachin Sahel

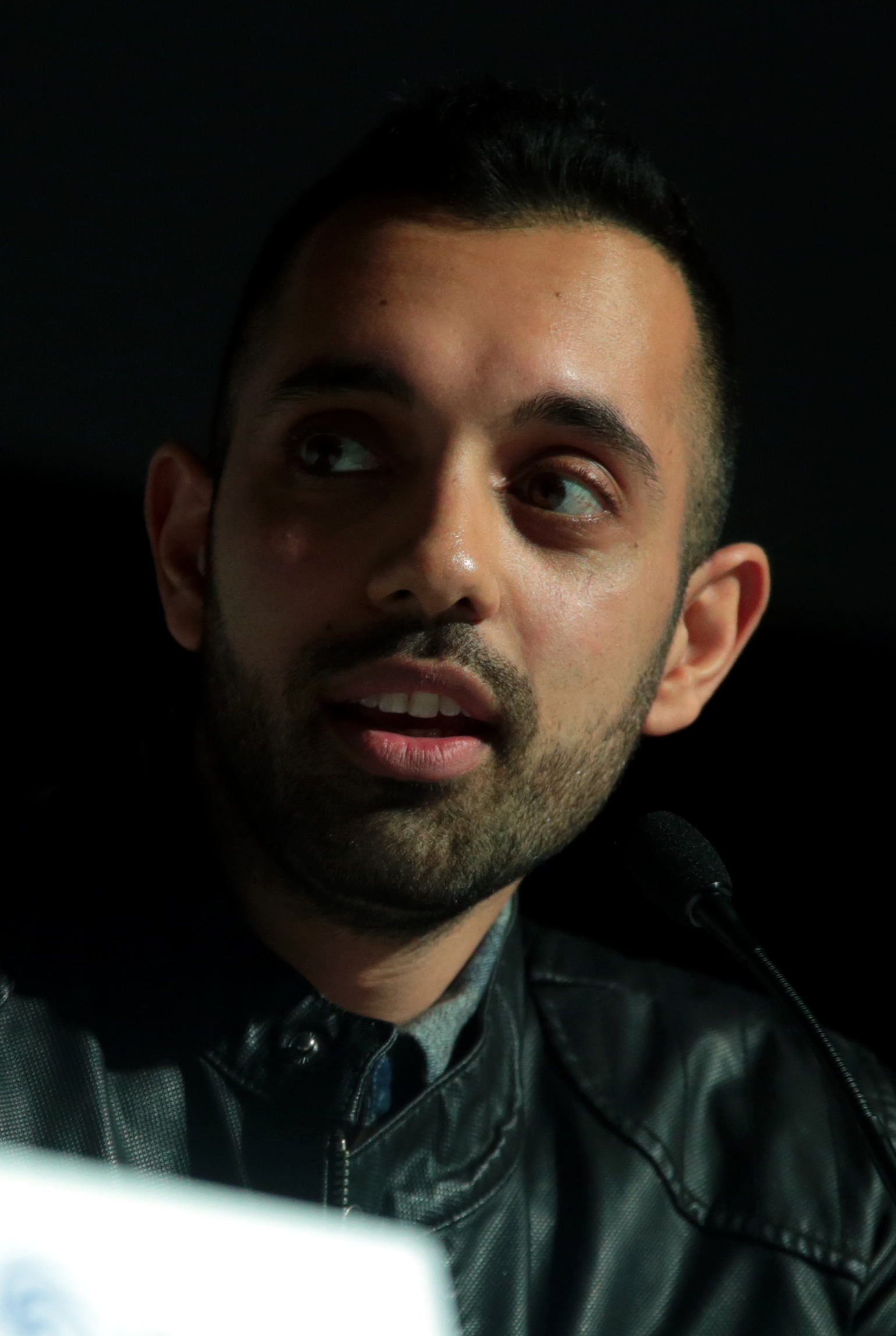
Sachin Sahel (2018)

Sachin Sahel (* 28. Juli 1985 in Edmonton, Kanada) ist ein kanadischer Schauspieler.
Sahel besitzt einen Abschluss in Psychologie. Erfahrungen als Schauspieler sammelte er zunächst ab 2010 mit kleinen Gastrollen. So war er beispielsweise jeweils in einer Episode von Fringe – Grenzfälle des FBI, Smallville und Supernatural zu sehen, bevor er 2014 eine Nebenrolle in The 100 als Jackson erhielt, die er bis zum Serienfinale 2020 spielte.

## Filmographie

### Filme
- 2011: And Baby Will Fall
- 2013: Der große Schwindel
- 2014: Only Human
- 2015: Driven Underground
- 2015: Ice Sculpture Christmas
- 2015: Dead Rising: Watchtower
- 2016: Electra Woman and Dyna Girl
- 2016: Brain on Fire
- 2016: Get Out Alive

### Serien
- 2010: Fringe – Grenzfälle des FBI
- 2011: Supernatural
- 2011: Smallville
- 2012: Arrow
- 2012: The Killing
- 2012: Fairly Legal
- 2012–2013: Emily Owens
- 2013: Primeval: New World
- 2014–2020: The 100
- 2014: Rush
- 2014: Intruders – Die Eindringlinge
- 2015: Olympus
- 2015: The Whispers
- 2016: Supergirl
- 2016: Bates Motel
- 2016: The Magicians
- 2016: Akte X – Die unheimlichen Fälle des FBI
- 2016: You Me Her